# 大阪焼き

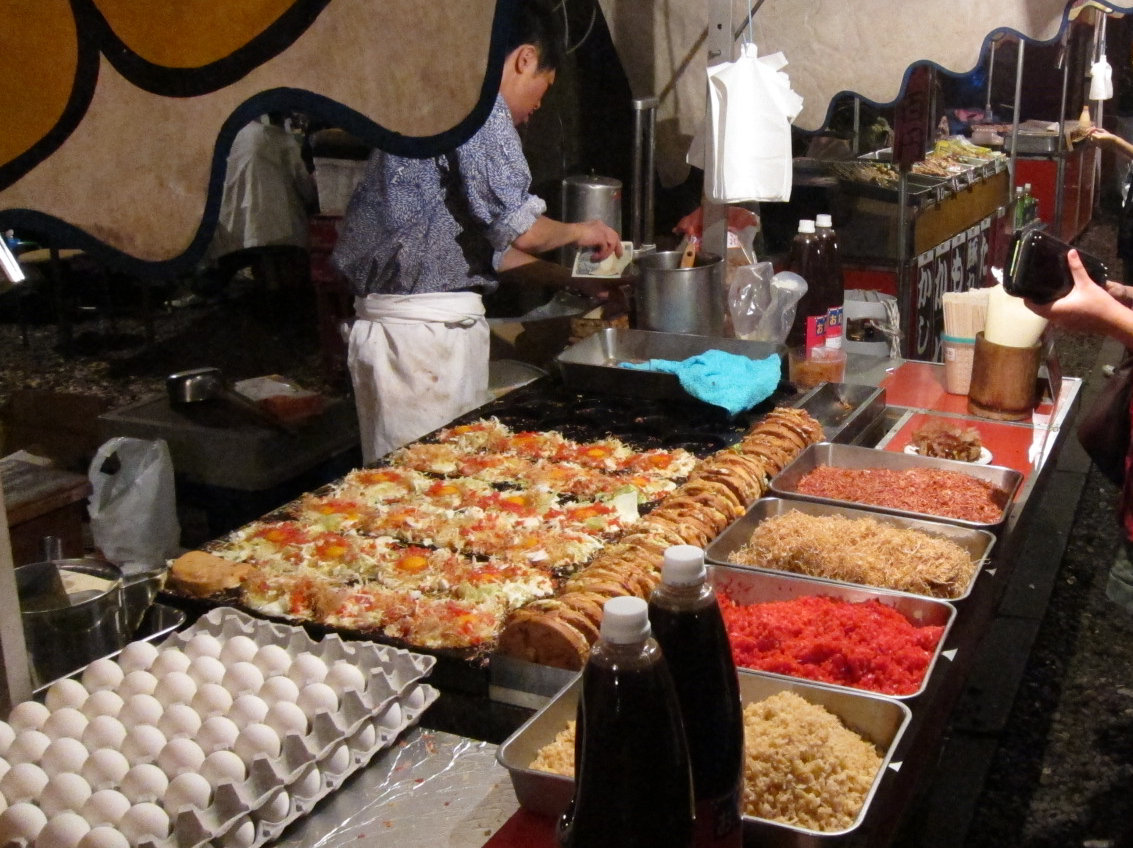
屋台の大阪焼き

大阪焼き（おおさかやき）は、縁日の屋台などで見られる、今川焼きのような形状に焼き上げたお好み焼き類似料理の、主として東日本地域における呼称である。

## 名称
日本各地で見られるが、大阪を中心とする近畿地方では「大阪焼き」という名称では販売されず、そもそもその存在を知らない者も多い。西日本では「リング焼き」や「○○焼き」（まるまるやき）と称される事が多く、また東京のアメ横では「アメ横焼」（あめよこやき）の名で売られているなど、地域によって呼称が異なる。

## 製法
お好み焼きで使われるような具材と生地を今川焼き用の金属製焼き型や直径10cm前後の金属製セルクルに流し入れて焼き上げる。このスタイルは、千日前の千房が1990年に開催された国際花と緑の博覧会で「チボット」という商品名で販売したのが最初と言われている。
今川焼き用の金属製焼き型を使用する製法では、2つ1組の焼型を使用する場合と、1つずつ使う場合とがある。2つで1組の場合の作り方は、熱した今川焼き用の金属製焼き型の一方のくぼみに卵を割って落とし、もう一方のくぼみにはお好み焼きと同じく小麦粉主体の生地を流し入れ、キャベツ、豚肉、アミエビ、天かす、紅しょうがなどの具を入れて焼き、最後に両者を合わせて焼き上げる。1つしか使用しない場合は、上記の2つで1組の場合の作り方の卵の方を省くか、または、1つのくぼみに卵を含めて全て入れる。焼き上がった後もお好み焼きと同じく、お好み焼き用のソース、青のり、マヨネーズなどをかけて供される。

## その他
台湾では、お好み焼きのことを「大阪燒」と呼んでいる。